# 沙文求烈士墓
沙文求烈士墓位于中国浙江省宁波市鄞州区塘溪镇沙村沙家自然村石树坪山山腰，民国墓葬，墓坐南朝北，呈椭圆形，墓碑由沙孟海提字，其西侧为其父沙晓能之墓，2010年9月公布为鄞州区文物保护单位:429